# Mount Washington (Massachusetts)
Mount Washington é uma vila localizada no condado de Berkshire no estado estadounidense de Massachusetts. No Censo de 2010 tinha uma população de 167 habitantes e uma densidade populacional de 2,88 pessoas por km².

## Geografia
Mount Washington encontra-se localizado nas coordenadas 42° 05′ 27″ N, 73° 28′ 13″ O. Segundo o Departamento do Censo dos Estados Unidos, Mount Washington tem uma superfície total de 57.94 km², da qual 57.54 km² correspondem a terra firme e (0.68%) 0.39 km² é água.

## Demografia
Segundo o censo de 2010, tinha 167 pessoas residindo em Mount Washington. A densidade populacional era de 2,88 hab./km². Dos 167 habitantes, Mount Washington estava composto pelo 97.6% brancos, o 0.6% eram afroamericanos, o 0% eram amerindios, o 0% eram asiáticos, o 0% eram insulares do Pacífico, o 0% eram de outras raças e o 1.8% pertenciam a duas ou mais raças. Do total da população o 0.6% eram hispanos ou latinos de qualquer raça.